# Toffee éponge
Le toffee éponge est un toffee à la texture aérée, d'aspect translucide et rigide. Les ingrédients principaux sont le sucre brun et la levure chimique, parfois adjoints d'un acide ou d'un vinaigre, qui sont chauffés jusqu'à obtenir une pâte malléable semblable à du caramel.
Cette confiserie est populaire dans de nombreuses régions du monde, notamment dans les pays anglo-saxons et ceux d'Extrême-Orient.
Au Québec, cette friandise est communément appelée « tire éponge,, ».

## Dans la culture

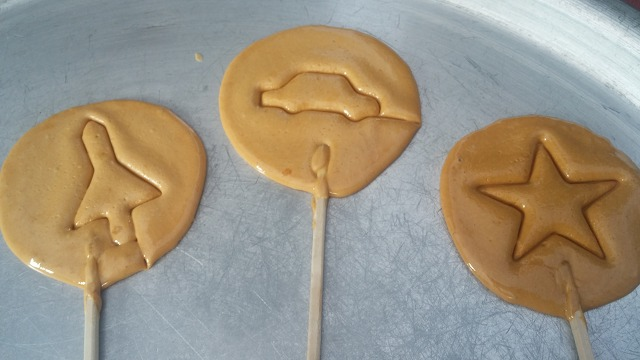
Des dalgona coréens ornés de quelques-uns des dessins caractéristiques.

La version coréenne du toffee éponge, le dalgona (coréen : 달고나), est l'objet de l'épisode 3 de la série télévisée sud-coréenne Squid Game diffusée sur Netflix en 2021. Il s'ensuit un engouement hors de son pays d'origine, en devenant un phénomène internet et par sa fabrication dans quelques établissements surfant sur le succès télévisuel.